# Nodozana roseofuliginosa
Nodozana roseofuliginosa là một loài bướm đêm thuộc phân họ Arctiinae, họ Erebidae.